# راهيم حساوي
راهيم حساوي (1 يناير 1980-)، روائي سوري. له العديد من المسرحيات القصيرة والروايات المنشورة في عدة صحف ومواقع إلكترونية، أولها العمل المسرحي بعنوان «السيدة العانس» المنشورة في الحياة المسرحية عام 2010، وأشهرها رواية «الشاهدات رأسًا على عقب» في عام 2013.
حصل على الجائزة الثالثة لمسابقة الشارقة للتأليف المسرحي للكبار عام 2011 عن مسرحية «الرخام». وجائزة الشيخ زايد للكتّاب عن رواية «الباندا» عام 2017.

## أعماله
- مسرحية «السيدة العانس» 2010.
- مسرحية «أنشودة النقيق» 2011.
- مسرحية «الرخام» 2011.
- رواية «الشاهدات رأسًا على عقب» 2013.
- رواية «الباندا» 2017.
- رواية «ممر المشاة» 2019.